# Mobile commerce
Mobile commerce (ook wel m-commerce of mCommerce genoemd) is de naam voor het bedrijven van handel door gebruik van smartphones. Mobile commerce wordt ondersteund door Electronic commerce. Sinds de opkomst van de iPhone en meer recentelijk het besturingssysteem Android is het aantal m-commerce toepassingen enorm gestegen. M-commerce kan zowel plaatsvinden binnen een "app" als op een voor smartphones geoptimaliseerde website.

## Ontstaan
Mobile commerce is een ontwikkeling die op dit moment aan het opkomen is. De groei van mobile commerce kent verschillende drijfveren. Mobile commerce maakt gebruikt van wireless internetverbindingen, dit maakt het mogelijk om mobiel te communiceren, producten te kopen, te werken en onderzoek te doen. 

### Beschikbaarheid mobiele apparatuur
Het aantal mobiele telefoon gebruikers is sinds 1995 enorm gestegen. Op dit moment is het zo dat het aantal mobiele telefoons in Nederland groter is dan het aantal inwoners. Eind 2010 beschikt 41% van de Nederlanders over een mobiele telefoon met internetaansluiting, een smartphone. De adoptie van smartphones blijft ook in 2011 zeer hard groeien.

### Handheld cultuur
Het gebruik van mobiele apparaten is een sociaal fenomeen geworden onder jongeren. Het gebruik van sms is explosief gestegen in Europese en Aziatische landen. Deze groep jongeren is potentieel publiek voor m-commerce.

### Afnemende prijzen en toenemende functionaliteiten
De prijs van draadloze apparatuur neemt af en ook de door providers in rekening gebrachte kosten voor gebruik dalen. Daarnaast stijgt het aantal functionaliteiten in mobiele apparatuur.

### De value chain van m-commerce
Sinds de opkomst van iOS (besturingssysteem voor de Apple iPhone) en het besturingssysteem Android is de langverwachte doorbraak van m-Commerce eindelijk realiteit geworden. Bij beide is het mogelijk om eenvoudig apps of mp3's te kopen met de opgeslagen creditcard gegevens. Sinds het bedrijf PayPal in 2010 een speciale mobiele betaaloplossing lanceerde, is ook m-commerce voor fysieke goederen hard aan het groeien.

### Vergroting van de bandbreedte
De beschikbare bandbreedte voor draadloos internet verkeer stijgt snel. Technologieën als GPRS, UMTS en HSDPA volgen elkaar snel op. In 2001 werd in Nederland GPRS met een bandbreedte tot 114 Kbit/s geïntroduceerd en in 2006 werd HSDPA beschikbaar met een bandbreedte van 1,8 Mbit/s. In vijf jaar tijd is dus de bandbreedte 16 keer zo groot geworden.

## Diensten
Met een verbinding naar het Internet op een mobiele telefoon worden veel verschillende diensten mogelijk. Deze diensten hebben een grote impact op bedrijven. De huidige bedrijfsvoering zal moeten worden aangepast op m-commerce toepassingen en dit betekent dat de strategie van deze bedrijven ook zal veranderen. Enkele voorbeelden van diensten:

### Transactiediensten
Het kopen van fysieke goederen, of het reserveren, bestellen, betalen en ontvangen van tickets. Betaal- of aandeeltransacties uitvoeren via mobiele apps.
Voorbeelden in Nederland: de app van Pathe bioscopen waarmee bioscooptickets gekocht kunnen worden. De app van ShopVIP waarmee kleding gekocht kan worden. De app van babypark waarmee babybenodigheden aangeschaft kunnen worden.

### Informatiediensten
Opvragen van informatie over producten, datums of tijden. Locatiegebaseerde diensten zoals weersverwachting, verkeersinformatie, routeplanning of dichtstbijzijnde verkooppunt.
Enkele voorbeelden in Nederland: de apps van NU.nl, Buienradar.nl, ANWB Onderweg, TomTom

### Digitale goederen
Mobiele verkoop van mp3's, beltegoed en games.
Voorbeelden in Nederland: Nimbuzz, Layar

## Gerelateerde technologieën
- GPRS
- Pda
- UMTS
- Wifi
- WiMax